# Werkende armen
Werkende armen, soms aangeduid met de Engelse term working poor, zijn mensen die in armoede leven (wier huishoudinkomen onder de armoedegrens valt) hoewel ze werken. Werkende armen verdienen wel een inkomen uit arbeid, maar dat inkomen is onvoldoende om waardig in hun levensbehoeften te voorzien.
Het begrip wordt sterk geassocieerd met de Verenigde Staten, een rijk land met veel werkende mensen met een hoog armoederisico. Schattingen van het aandeel werkende armen in de Verenigde Staten variëren van 2 tot 19%.
In de Europese Unie is bijna 10% van de werknemers een werkende arme (2016). In België is 2,5% van de werknemers en 14,5% van de zelfstandigen op actieve leeftijd (2006) arm. Sinds het begin van de 21e eeuw is het aantal werkende armen in Nederland met 60% gestegen. Daarmee ligt het aandeel werkende armen, een groot deel onder hen zelfstandigen, 5,3%.